# Dendropanax kwangsiensis
Dendropanax kwangsiensis là một loài thực vật có hoa trong Họ Cuồng cuồng. Loài này được H.L.Li mô tả khoa học đầu tiên năm 1942.